# 뤄룽지

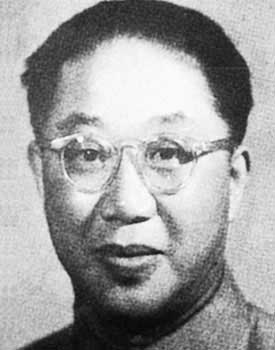

뤄룽지(나륭기,중국어 간체자: 罗隆基, 1896년 8월 14일 ~ 1965년 12월 7일)는 중국의 정치학자, 정치 운동가, 평론가였으며, 중화인민공화국 중국민주동맹(中國民主同盟)의 칭화대 계열의 지도자 중 하나이다.
장시성 안푸(安福) 현에서 태어났다. 1913년 베이징시의 칭화 대학에 입학했으며 1921년부터 미국 위스콘신 대학과 컬럼비아 대학에서 정치학을 전공했다. 영국에 다시 유학하여 런던 정경대학에서 조셉 래스키(Harold Joseph Laski)에게서 정치학 박사 학위를 취득하였다. 1928년 상하이 광화(光華) 대학 정치학과 교수가 되었고 같은 해 신월사(新月社) 문단에 참여하였다. 1932년에는 톈진시의 난카이 대학 정치학과로 옮겼다. 1931년에는 장둥쑨, 장쥔마이 등과 함께 <재생사(再生社)> 발족에 나서면서 중국 국가사회당의 창건 준비 작업에 참가하였다. 중국국가사회당은 1935년에 중화민국 국민 정부에 의해서 중국의 공식 정당 중 하나가 되었다. 중일 전쟁 기간에는 창사와 쿤밍의 국립 창사 임시대학, 국립 서남 연합대학 정치학과 교수가 되었고, 전쟁이 끝난 후에는 민맹 위원회 화북 지역의 칭화 대학 등에서 교편을 잡으면서 중국 민주 동맹에서 중국 공산당의 베이징 정부 성립에 참여하였다. 중공 정부 성립 후, 중앙인민정부 정무원 정무위원, 정협위원(1949년), 중국민주동맹 부주석(1953년), 정무원 삼림공업부 부장(1956년), 전인대 위원(1954년) 등직에서 있었다. 그는 마오쩌둥주의자나 마르크스-레닌주의자가 아니었으며, 반우파 운동에 앞서 삼반오반 운동, 항미원조 운동 등 마오쩌둥 정권의 좌경 정치 투쟁 운동 등을 문제 삼고, 공산당, 민주당파, 무당파 연합 형식의 정치적 교정(平反)위원회를 정협과 전인대에 두자는 제의를 하다 1957년 6월~1958년 1월 기간에 비판을 받고 파면되었다. 중국 공산당의 마오쩌둥•저우언라이 등의 프롤레타리아 독재의 총노선에 반대한 것이었기 때문에, 마오쩌둥주의 정권에 의해서 당내외 정치인, 지식인들로부터 심한 공격에 직면하였다. 펑원잉(彭文應) 전 민맹 중앙위원 겸 상하이 정협위원, 장보쥔(章伯鈞) 전 교통부장, 추안핑 전 광명일보 총편집 등과 함께 '대우파(大右派)'로 분류되어 개혁 개방을 일으킨 중공의 덩샤오핑 정권 이후에도 복권이 되지 않은 정치인이다. 1965년 12월, 지병으로 베이징에서 사망하였다.